# 軍艦松島殉難將兵慰靈碑
軍艦松島殉難將兵慰靈碑，簡稱松島艦慰靈碑，是一座位於臺灣澎湖縣馬公市蛇頭山的一座慰靈碑，因紀念松島號防護巡洋艦沈沒事件之殉難將士而設立，也是澎湖至今唯一保存之該事件紀念性設施，今並未列為文化資產。

## 沿革
1908年4月30日凌晨，海軍兵學校第35期學生實習，松島號作為練習艦，剛結束遠洋航海回到馬公港風櫃尾北岸時，因彈藥庫藥火自然燃燒而爆炸沉沒，船上的460名乘員中有223人罹難。
事後，為了紀念松島艦不幸遇難之事件，日本軍方在馬公澎湖公園修建了松島紀念館、松島紀念公園，並另在蛇頭山處設立一座慰靈塔作為紀念。每年的5月27日，日本內地都會派員前往慰靈塔前舉行紀念儀式。在儀式前一星期，在地公學校學生則會前往蛇頭山整理環境。
第二次世界大戰結束後，慰靈碑遭到廢棄，1995年，澎湖國家風景區管理處對於蛇頭山一帶重新規劃整建後，慰靈塔才經重新整理修復，成為其公園設施之一部分開放參觀。

## 設計
慰靈碑正面刻「軍艦松島殉職將兵慰靈塔」，背面刻「生存者小林幸之助等」。部分原碑文已模糊不清，當前左側設有介紹原碑之來源介紹。

## 另見
- 馬公風櫃尾荷蘭城堡
- 松島號防護巡洋艦
- 澎湖法軍殉職紀念碑

## 外部連結
- 松島艦慰靈碑 - 澎湖知識服務平台 （页面存档备份，存于）